# Judge Case
Der Judge Case (Der Fall Judge) von 1894 bis 1895 war die Ursache für die erste Spaltung der Theosophischen Gesellschaft in zwei konkurrierende Organisationen. Jahrelange Missverständnisse, Einflussnahmen und Machtkämpfe zwischen Henry Steel Olcott, Annie Besant und William Quan Judge endeten am 28. April 1895 mit der Gründung der Theosophischen Gesellschaft in Amerika (TGinA) einerseits und der Theosophischen Gesellschaft Adyar (Adyar-TG) andererseits. Die Spaltung war der Auftakt für eine Reihe weiterer Abgrenzungen.

## Vorgeschichte
Die Gründung der Theosophischen Gesellschaft erfolgte am 17. November 1875 in New York. Bedeutendste Gründer und Protagonisten der ersten Jahrzehnte waren Helena Blavatsky, Henry Steel Olcott und William Quan Judge. 1879 übersiedelten Blavatsky und Olcott nach Indien und verlegten im Dezember 1882 das Hauptquartier der TG nach Adyar. In den folgenden Jahren expandierte die Organisation stark und verbreitete sich auf allen Kontinenten. 1886 wurden die zwölf theosophischen Logen in den USA zur amerikanischen Sektion unter der Leitung von Judge zusammengefasst und 1890 entstand eine europäische Sektion unter Blavatskys Führung.
Laut theosophischer Anschauung sollen sogenannte Meister der Weisheit die Entwicklung der TG beeinflusst haben. Diese Meister waren angeblich die Lehrer Blavatskys und Verfasser zahlreicher Meisterbriefe, die eine Reihe von führenden Theosophen, vor allem Alfred Percy Sinnett und Allan Octavian Hume, erhalten hatten. Die Meister standen bei den Theosophen in hohem Ansehen, wie auch die Meisterbriefe im Lehrgebäude der TG ihren festen Platz haben.

## Der Judge Case

### Olcotts Rücktritt

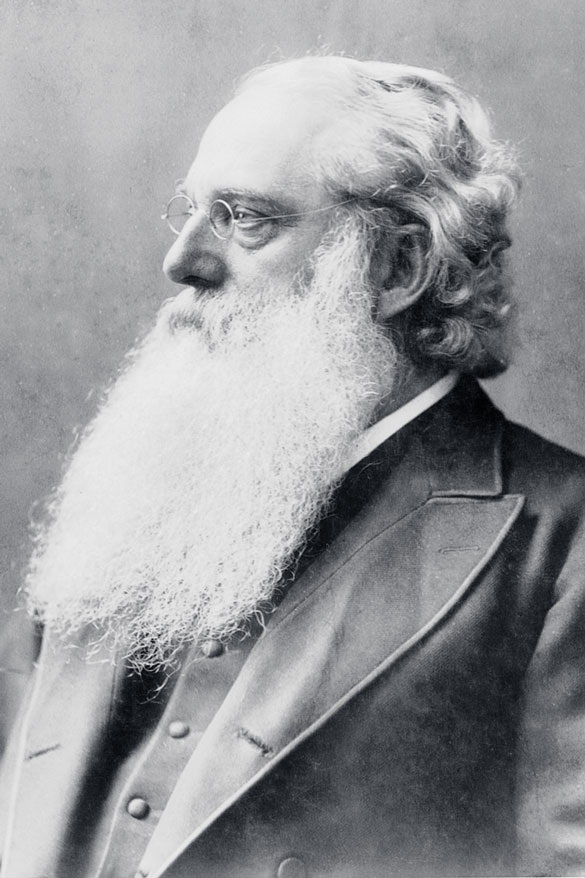
Henry Steel Olcott

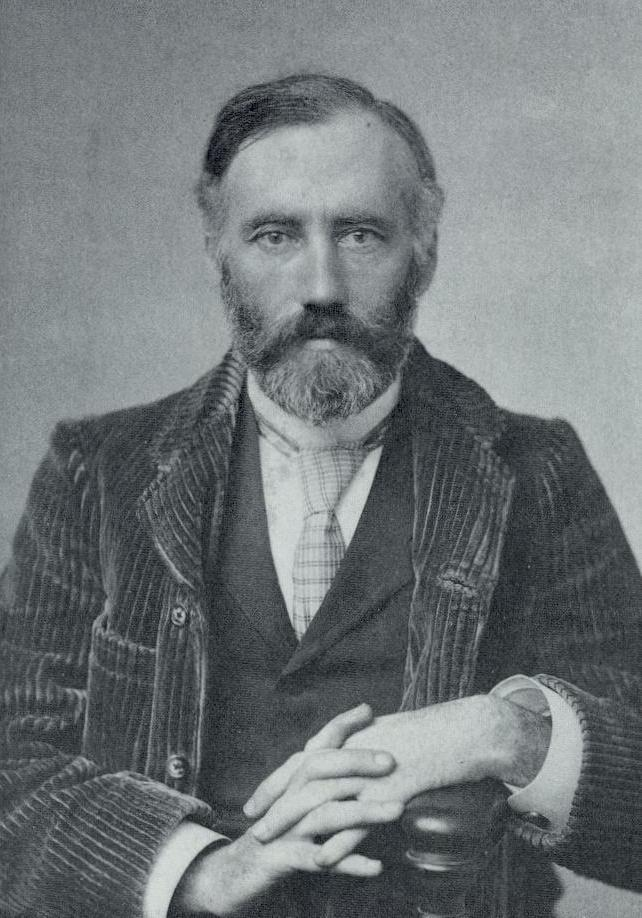
William Quan Judge

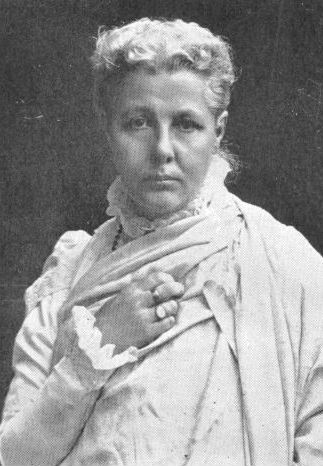
Annie Besant

Der Tod Blavatskys im Jahre 1891 brachte eine gewisse Unsicherheit und Ratlosigkeit bei den Theosophen mit sich, war sie doch die wichtigste Galionsfigur und Autorität der TG gewesen. Vor allem Olcott empfand die Last der Verantwortung stärker denn je und trat 1892 aus gesundheitlichen Gründen von seinem Amt als Präsident der TG zurück. Daraufhin nominierte die amerikanische Sektion Judge als seinen Nachfolger.  Die europäische Sektion unter G.R.S. Mead schloss sich diesem Votum an. Judge war zu jener Zeit Vizepräsident der TG. Besant, welche trotz ihrer kurzen TG-Mitgliedschaft seit 1889 bereits großen Einfluss ausübte, unterstützte die Kandidatur Judges. Olcott widerrief jedoch noch 1892 seinen Rücktritt, erklärte seine Gesundheit als wiederhergestellt und blieb im Amt. In der Zwischenzeit waren eine Reihe von unklaren und widersprüchlichen Äußerungen zu Olcotts Rücktrittsankündigung und Judges Nachfolgeschaft veröffentlicht worden und hatte zu einer Lagerbildung innerhalb der TG geführt, vor allem aber ein Klima gegenseitigen Misstrauens entstehen lassen.

### Vorwürfe gegen Judge und Schlichtung
In der Ausgabe vom August 1891 der theosophischen Zeitschrift The Path veröffentlichte Jasper Niemand (Pseudonym von Archibald Keightleys Frau Julia) einen Artikel, der bei einer Reihe von Theosophen großes Aufsehen und den Eindruck erweckte, dies sei eine Nachricht der Meister der Weisheit. Judge stand im Verdacht, der Autor dieser Zeilen zu sein. Im September 1893 vertraten unter anderem Besant, Judge und Gyanendra N. Chakravarti, ein Brahmane, die TG mit großem Erfolg beim Weltparlament der Religionen in Chicago. Chakravarti, der angeblich  über parapsychologische Fähigkeiten verfügte und in Hypnose ausgebildet war, gewann zu diesem Zeitpunkt stärkeren Einfluss auf Besant. Besant meinte, sie höre die Stimmen der Meister, verschrieb sich der hinduistischen Religion und Tradition und wandte sich gegen Judge.
In einem an Olcott gerichteten Schreiben vom 6. Februar 1894 erhob Besant den Vorwurf, Judge habe sich auf Briefe der Meister berufen. Besant bezog sich hier auf die oben erwähnte Veröffentlichung in The Path und dem darüber geführten Schriftverkehr. Die Meister, verehrt als auf einer höheren Bewusstseinsstufe befindliche Wesen, in solcher Art zu missbrauchen, galt in der TG als schweres Sakrileg. Am 7. Februar forderte daher Olcott Judge in einem Brief auf, entweder sofort seine theosophischen Ämter niederzulegen, oder sich einer Untersuchungskommission zu stellen. Judge antwortete, dass die Anschuldigungen völlig falsch seien und er sich im Juli 1894 nach London zu einer Aussprache begeben wolle. In den folgenden Wochen veröffentlichte Olcott seine Anschuldigungen und Judge rechtfertigte sich, was zu einer Unzahl an Stellungnahmen pro und contra führte. Die schließlich am 10. Juli 1894 in London unter der Leitung Olcotts tagende Kommission fällte das diplomatische Urteil, Judge habe die Meister als Privatmann erwähnt und nicht in seiner Eigenschaft als Vizepräsident der TG. Deshalb könne ihm dieses Amt nicht aberkannt werden. Besant entschuldigte sich bei Judge, doch zahlreiche Mitglieder, die sich eine klare und saubere Lösung erwartet hatten, waren enttäuscht; der Konflikt war nur oberflächlich entschärft.

### Der „Verrat“ von Walter Richard Old und die Folgen
Walter Richard Old (Sepharial) war seit 1887 Mitglied der TG und später der E.S., doch im August 1893 wurde er von Besant und Judge aus der E.S. ausgeschlossen, da er in einem Zeitungsartikel Interna publiziert und damit seinen Verschwiegenheitseid gebrochen hatte. Er besaß jedoch weiterhin das Vertrauen Olcotts und einer Reihe weiterer Theosophen. Als im Frühjahr 1894 der Judge Case in England Wellen schlug, sammelte er im Auftrag der TG Material gegen Judge. Nach dem Ende der Untersuchung übergab Old das gesammelte Material jedoch an Edmund Garrett von der Westminster Gazette. Im Oktober 1894 begann Garrett in der Gazette mit der Veröffentlichung des Stoffes. Er schilderte die Meister als Scharlatane. Führende Theosophen wie Olcott, Besant und Judge wurden als Betrüger dargestellt. Eine Reihe von Logen brachen über diesem Skandal zusammen und zahlreiche Mitglieder kehrten der TG den Rücken, Old wurde aus der TG ausgeschlossen. Vor allem jedoch flammte der Judge Case erneut und heftiger denn je auf.
Es gab Hinweise darauf, dass Besant Old bereits im Dezember 1893 mit Material gegen Judge versorgt hatte, also noch vor ihrer Anklage vom Februar 1894 bei Olcott. Aufgrund dieser Mutmaßung enthob Judge in einer internen Mitteilung vom 3. November 1894 Besant ihrer leitenden Stellung in der E.S. Judge nahm Besant in einem Schreiben in Schutz, bezeichnete ihre erst fünfjährige Mitgliedschaft in der TG als zu kurz für die von ihr ausgeübten leitenden Aufgaben und warf Chakravarti vor, die eigentliche Ursache für die negativen Entwicklungen zu sein. Besant wiederum bestritt die Vorwürfe Judges und veröffentlichte einen Artikel in der Westminster Gazette, in dem sie Judge mit den alten Vorwürfen bezüglich der falschen Meisterbriefe konfrontierte. Im Dezember 1894 erklärte Besant ihrerseits Judge als Leiter der E.S. für abgesetzt und veröffentlichte im Februar 1895 ihr Werk The Case against W.Q. Judge (Der Fall gegen W.Q. Judge), in dem sie diesen schwer belastete. Das Klima war nun völlig vergiftet, es gab keine gemeinsame Gesprächsbasis mehr.

### Die Spaltung der TG
Auf einem Kongress der amerikanischen Sektion der TG am 28. April 1895 in Boston erklärte die amerikanische Sektion in Solidarität mit Judge mit 191 zu 10 Stimmen ihren Austritt aus der TG und wählte Judge zum Präsidenten auf Lebenszeit. Nur 26 Logen blieben bei der TG und damit bei Olcott, 75 Logen gingen mit Judge und begründeten die Theosophische Gesellschaft in Amerika (Theosophical Society in America - TGinA). Olcott schloss am 5. Juli 1895 die „abtrünnigen“ Logen und Mitglieder um Judge aus der TG aus, indem er die Stiftungsurkunde zurückzog. Gleichzeitig stattete er die bei ihm und der TG verbliebenen Logen mit einer erneuerten Stiftungsurkunde für eine neue amerikanische Sektion aus und ernannte Alexander Fullerton zum Generalsekretär. An diesem 5. Juli erklärten acht Logen der europäischen Sektion ihre Sympathie mit Judge und schlossen sich seiner TGinA an, später folgte eine Loge in Australien diesem Beispiel. Diese Spaltung ging als The Split (Die Spaltung) in die theosophische Geschichte ein.
Seit der Verlegung des TG-Hauptquartiers nach Adyar im Dezember 1882 hatte es sich in theosophischen Kreisen eingebürgert, von Adyar zu sprechen, wenn von der Zentrale die Rede war. Durch das Schisma vom 28. April 1895 waren zwei TGs entstanden und die Bezeichnung Adyar-TG zur Unterscheidung notwendig geworden. In den folgenden Jahrzehnten entstanden durch neuerliche Spaltungen eine Reihe weiterer TGs, wovon mehrere sich ebenfalls Theosophische Gesellschaft nannten. Der 28. April kann somit als Entstehungstag der Adyar-TG betrachtet werden. Heute nennt sich die Adyar-TG selbst The Theosophical Society - Adyar. 
Beide Organisationen sahen sich als rechtmäßiger und einziger Nachfolger der ursprünglichen TG von 1875. Ebenso behaupteten beide, die einzig „wahre“ und „echte“ Theosophie zu vertreten. Die meisten der in den folgenden Jahrzehnten abgespaltenen Organisationen und Gesellschaften stellten ihre Nachfolgeschaft ebenso als die einzige und rechtmäßige dar.